# Vrapča
Vrapča (izvirno srbsko Врапча; bolgarsko Врабча) je naselje v Srbiji, ki upravno spada pod Občino Dimitrovgrad; slednja pa je del Pirotskega upravnega okraja.

## Demografija
V naselju živi 12 polnoletnih prebivalcev, pri čemer je njihova povprečna starost 57,7 let (47,2 pri moških in 72,3 pri ženskah). Naselje ima 6 gospodinjstev, pri čemer je povprečno število članov na gospodinjstvo 2,00.
To naselje je v glavnem bolgarsko (glede na popis iz leta 2002), a v času zadnjih treh popisov je opazno zmanjšanje števila prebivalcev.
|  |

| Demografija | Demografija     | Demografija     |
| Leto        | Št. prebivalcev | Št. prebivalcev |
| ----------- | --------------- | --------------- |
|             |                 |                 |
|             |                 |                 |
|             |                 |                 |
|             |                 |                 |
| 1948        | 309             |                 |
| 1953        | 266             |                 |
| 1961        | 175             |                 |
| 1971        | 84              |                 |
| 1981        | 61              |                 |
| 1991        | 31              | 31              |
| 2002        | 12              | 12              |
|             |                 |                 |

| Etnična sestava po popisu iz leta 2002 | Etnična sestava po popisu iz leta 2002 | Etnična sestava po popisu iz leta 2002 | Etnična sestava po popisu iz leta 2002 | Etnična sestava po popisu iz leta 2002 |
| -------------------------------------- | -------------------------------------- | -------------------------------------- | -------------------------------------- | -------------------------------------- |
| Bolgari                                | Bolgari                                |                                        | 11                                     | 91,66%                                 |
| Hrvati                                 | Hrvati                                 |                                        | 1                                      | 8,33%                                  |
| Neznano                                | Neznano                                |                                        | 0                                      | 0,0%                                   |